# Intel 8080
Intel 8080 este al doilea microprocesor produs de Intel. S-a lansat în luna aprilie a anului 1974 și este o variantă îmbunătățită a Intel 8008 fără a fi compatibil cu acesta. Inițial putea să ruleze la o viteză de 2 MHz, dar o revizuire a acestuia numită 8080A-1 (cunoscută și ca 8080B) putea să ruleze la o viteză de 3.125 MHz.
Intel 8080 are nevoie de două circuite integrate pentru a funcționa, generatorul de ceas i8224 și de controlorul de bus i8228.

## Descriere

### Registre interne
Microprocesorul conține 7 registre principale care pot reține 8 biți (A,B,C,D,E,H și L), unde A este registrul primar numit accumulator și celelalte 6 pot fi utilizate individual sau în perechi pentru a forma registre care pot reține 16 biți (BC,DE,HL) depinzând de instrucțiune. Pe lângă cei 7 registre principale, mai are un registru numit indicatorul de stivă și un registru numit contor program.

### Steaguri
Procesorul menține niște steaguri care indică rezultate aritmetice și logice. Doar unele instrucțiuni afectează steagurile.
Steagurile sunt următoarele:
- Semn (S sau Sign), este înălțat dacă rezultatul este negativ
- Zero (Z), este înălțat dacă rezultatul este nul.
- Paritate (P sau Parity), este înălțat dacă numărul de 1 biți in rezultat sunt pari
- Căra (C sau Carry), este înălțat dacă ultima adunare rezultă în a căra sau dacă ultima scădere are nevoie de împrumutare.

### Exemplu cod
Următorul cod sursă este o subrutină numită memcpy care copiază o bucată din memorie de o anumită dimensiune în altă locație.
```
; memcpy

;

; Regiștrii de intrare

;       BC - Numărul de baiți care trebuie să fie copiați

;       DE - Adresa sursei

;       HL - Adresa destinației

;

; Regiștrii de ieșire

;       BC - Zero

            
org
     
1000h
       
;Originea la 0x1000 sau 1000h

memcpy
      
public

            
mov
     
a
,
b
         
;Copiază registrul B în registrul A

            
ora
     
c
           
;Aplică operațiunea pe biți OR pe A și C și păstrează rezultatul în registrul A

            
rz
                  
;Întoarce-te dacă steagul zero este înălțat

loop:
       
ldax
    
d
           
;Încarcă A din adresa indicată de DE

            
mov
     
m
,
a
         
;Salvează A în adresa indicată de HL

            
inx
     
d
           
;Crește DE

            
inx
     
h
           
;Crește HL

            
dcx
     
b
           
;Scade BC (nu afectează steagurile)

            
mov
     
a
,
b
         
;Copiază B în A

            
ora
     
c
           
;A = A | C (setează zero)

            
jnz
     
loop
        
;Sari la 'loop:' dacă steagul zero nu este înălțat   

            
ret
                 
;Întoarcere

```

### Descrierea pinilor
1. A10, pin de ieșire, pinul de adresare 10
2. GND, împământare
3. D4 |
4. D5 |
5. D6 |
6. D7 |
7. D3 |= bidirecționali, pinii de date
8. D2 |
9. D1 |
10. D0 |
11. -5V
12. RESET, pin de intrare, atunci când acesta este setat la 0 sau împământare, procesorul va începe să execute cod de la adresa 0000.
13. HOLD, pin de intrare, cerere pentru acces direct al memoriei, procesorul își va deconecta pinii de adresare și pinii de date
14. INT, pin de intrare, cerere întrerupere
15. φ2, pin de intrare
16. INTE, pin de ieșire, procesorul are două instrucțiuni pentru a seta nivelul acestui pin, de obicei în calculatoarele simple este folosit pentru a acționa diverse lucruri.
17. DBIN, pin de ieșire, procesorul citește din memorie sau din pinii de intrare
18. WR, pin de ieșire, procesorul scrie în memorie
19. SYNC, pin de ieșire
20. +5V
21. HLDA, pin de ieșire, confirmare acces direct al memoriei, procesorul se va conecta la pinii de adresare și pinii de date
22. φ1, pin de intrare
23. READY, pin de intrare, prin acest pin se poate suspenda procesorul
24. WAIT, pin de ieșire, procesorul indică dacă este în stare de așteptare
25. A0 |
26. A1 |=pini de ieșire, pini de adresare
27. A2 |
28. +12V, trebuie să fie conectat ultimul și primul deconectat
29. A3    |
30. A4    |
31. A5    |
32. A6    |
33. A7    |
34. A8    |
35. A9    |= pini de ieșire, pini de adresare
36. A15  |
37. A12  |
38. A13  |
39. A14  |
40. A11  |
| Control de autoritate | - BNF: cb12040115k (data) - GND: 4138567-6 - LCCN: sh85067144 - NKC: ph508940 |  |

1. ↑  CPU History – The CPU Museum – Life Cycle of the CPU.